# Unutrašnja energija
Unutrašnja energija zavisi od strukture i termodinamičkog stanja tela, a predstavlja zbir ukupne energije njegovih sastavnih čestica. Unutrašnja energija uključuje sve moguće oblike energije: energija usled kretanja čestica sistema, energija međudelovanja nukleusa i elektrona u atomima i molekulima, energija međudelovanja elektrona, nuklearna energija, energija oscilovanja čestica u sistemu, itd. Unutrašnju energiju sistema ne čini kinetička energija kretanja sistema kao celine, niti potencijalna energija sistema usled položaja. Unutrašnja energija se ne meri direktno, već se meri ΔU - promjena unutrašnje energije. Ako se proces dešava u zatvorenom sudu (pri konstantnoj zapremini), tada sistem ne vrši nikakav rad i promena unutrašnje energije je jednaka toploti (q): {\displaystyle \ \Delta U=q}. Toplota prelazi isključivo sa tela koje ima višu temperaturu na telo niže temperature. Prenos se vrši na jedan od sledećih načina: direktnim provođenjem (kondukcija), zračenjem (iradijacija), i posrednim prevođenjem (konvekcija).
Unutrašnja energija je ekstenzivno svojstvo i ne može se direktno meriti. Termodinamički procesi koji definišu unutrašnju energiju su transferi hemijskih supstanci ili energije kao toplota i termodinamički rad. Ovi procesi se mere promenama u ekstenzivnim varijablama sistema, kao što su entropija, zapremina i hemijski sastav. Često nije potrebno uzeti u obzir sve unutrašnje energije sistema, na primer, statičku energiju mirovanja njegove materije. Kada je prenos mase sprečen nepropusnim zidovima, za sistem se kaže da je zatvoren i prvi zakon termodinamike definiše promenu unutrašnje energije kao razliku između energije koja je dodata sistemu kao toplota i termodinamičkog rada koji sistem vrši na njegovu okolinu. Ako okružujući zidovi ne propuštaju ni supstancu ni energiju, kaže se da je sistem izolovan i da se njegova unutrašnja energija ne može promeniti.
Unutrašnja energija opisuje celokupnu termodinamičku informaciju sistema, i predstavlja ekvivalentnu reprezentaciju entropije, obe kardinalne funkcije stanja samo ekstenzivnih promenljivih stanja. Dakle, njena vrednost zavisi samo od trenutnog stanja sistema, a ne od posebnog izbora iz mnogih mogućih procesa kojima energija može da pređe u sistem ili iz njega. To je termodinamički potencijal. Mikroskopski, unutrašnja energija se može analizirati u smislu kinetičke energije mikroskopskog kretanja čestica sistema usled translacija, rotacija i vibracija, kao i potencijalne energije povezane sa mikroskopskim silama, uključujući hemijske veze.
Jedinica za energiju u Međunarodnom sistemu jedinica (SI) je džul (J). Takođe je definisana odgovarajuća intenzivna gustina energije, koja se naziva specifična unutrašnja energija, koja je ili relativna prema masi sistema, sa jedinicom J/kg, ili u odnosu na količinu supstance sa jedinicom J/mol (molarna unutrašnja energija).

## Kardinalne funkcije
Unutrašnja energija sistema zavisi od njegove entropije S, zapremine V i broja masivnih čestica: U(S,V,{Nj}). To izražava termodinamiku sistema u energetskom prikazu. Kao funkcija stanja, njegovi argumenti su isključivo ekstenzivne varijable stanja. Pored unutrašnje energije, druga kardinalna funkcija stanja termodinamičkog sistema je njegova entropija, kao funkcija, S(U,V,{Nj}), iste liste opsežnih promenljivih stanja, osim što je entropija, S, je na listi zamenjeno unutrašnjom energijom, U. Izražava entropijsku reprezentaciju.
Svaka kardinalna funkcija je monotona funkcija svake njene prirodne ili kanonske promenljive. Svaka daje svoju karakterističnu ili fundamentalnu jednačinu, na primer U = U(S,V,{Nj}), koja sama po sebi sadrži sve termodinamičke informacije o sistemu. Fundamentalne jednačine za dve kardinalne funkcije se u principu mogu međusobno konvertovati rešavanjem, na primer, U = U(S,V,{Nj}) za S, da bi se dobilo S = S(U,V,{Nj}).
Nasuprot tome, Ležendrove transformacije su neophodne za izvođenje osnovnih jednačina za druge termodinamičke potencijale i Masjuove funkcije. Entropija kao funkcija samo ekstenzivnih promenljivih stanja je jedna i jedina kardinalna funkcija stanja za generisanje Masjuovih funkcija. Ona sama po sebi nije uobičajeno označena kao 'Masjeova funkcija', iako bi se racionalno mogla smatrati takvom, što odgovara terminu 'termodinamički potencijal', koji uključuje unutrašnju energiju.
Za realne i praktične sisteme, eksplicitni izrazi osnovnih jednačina su skoro uvek nedostupni, ali funkcionalni odnosi u principu postoje. Formalne, u principu, manipulacije njima su dragocene za razumevanje termodinamike.

## Opis i definicija
Unutrašnja energija {\displaystyle U} datog stanja sistema se određuje u odnosu na onu standardnog stanja sistema, sabiranjem makroskopskih prenosa energije koji prate promenu stanja iz referentnog stanje za dato stanje:
{\displaystyle \Delta U=\sum _{i}E_{i}\,}
gde {\displaystyle \Delta U} označava razliku između unutrašnje energije datog stanja i one u referentnom stanju, i {\displaystyle E_{i}} su različite energije koje se prenose sistemu u koracima od referentnog stanja do datog stanja. To je energija potrebna za stvaranje datog stanja sistema iz referentnog stanja. Sa nerelativističke mikroskopske tačke gledišta, može se podeliti na komponente: mikroskopsku potencijalnu energiju, {\displaystyle U_{\mathrm {mikro\,pot} }}, i mikroskopsku kinetičku energiju, {\displaystyle U_{\mathrm {mikro\,kin} }}.
{\displaystyle U=U_{\mathrm {mikro\,pot} }+U_{\mathrm {mikro\,kin} }}
Mikroskopska kinetička energija sistema nastaje kao zbir kretanja svih čestica sistema u odnosu na okvir centra mase, bilo da se radi o kretanju atoma, molekula, atomskih jezgara, elektrona ili drugih čestica. Algebarske aditivne komponente mikroskopske potencijalne energije su veze hemijskih i nuklearnih čestica, kao i polja fizičke sile unutar sistema, kao što je posledica unutrašnjeg indukovanog električnog ili magnetnog dipolnog momenta, kao i energija deformacije čvrstih tela (napon-naprezanje). Obično je podela na mikroskopsku kinetičku i potencijalnu energiju izvan okvira makroskopske termodinamike.
Unutrašnja energija ne uključuje energiju usled kretanja ili lokacije sistema u celini. To znači da isključuje bilo kakvu kinetičku ili potencijalnu energiju koju telo može imati zbog njegovog kretanja ili lokacije u spoljašnjim gravitacionim, elektrostatičkim ili elektromagnetnim poljima. To, međutim, uključuje doprinos takvog polja energiji zbog sprege unutrašnjih stepena slobode objekta sa poljem. U takvom slučaju, polje je uključeno u termodinamički opis objekta u vidu dodatnog eksternog parametra.
Za praktična razmatranja u termodinamici ili inženjerstvu, retko je potrebno, prigodno, te čak ni moguće, da se uzmu u obzir sve energije koje pripadaju ukupnoj unutrašnjoj energiji sistema uzorka, kao što je energija data ekvivalentnošću mase. Tipično, opisi uključuju samo komponente relevantne za sistem koji se proučava. Zaista, u većini sistema koji se razmatraju, posebno kroz termodinamiku, nemoguće je izračunati ukupnu unutrašnju energiju. Zbog toga se za unutrašnju energiju može izabrati pogodna nulta referentna tačka.
Unutrašnja energija je ekstenzivno svojstvo: zavisi od veličine sistema, ili od količine supstance koju sadrži.
Na bilo kojoj temperaturi većoj od apsolutne nule, mikroskopska potencijalna energija i kinetička energija se konstantno pretvaraju jedna u drugu, ali zbir ostaje konstantan u izolovanom sistemu. U klasičnoj slici termodinamike, kinetička energija nestaje na nultoj temperaturi, a unutrašnja energija je čisto potencijalna energija. Međutim, kvantna mehanika je pokazala da čak i na nultoj temperaturi čestice održavaju preostalu energiju kretanja, energiju nulte tačke. Sistem na apsolutnoj nuli je samo u svom kvantno-mehaničkom osnovnom stanju, najniže dostupnom energetskom stanju. Na apsolutnoj nuli sistem date kompozicije je dostigao najmanju moguću entropiju.
Deo unutrašnje energije mikroskopske kinetičke energije dovodi do temperature sistema. Statistička mehanika povezuje pseudo-slučajnu kinetičku energiju pojedinačnih čestica sa srednjom kinetičkom energijom čitavog skupa čestica koje čine sistem. Štaviše, on povezuje srednju mikroskopsku kinetičku energiju sa makroskopski posmatranim empirijskim svojstvom koje se izražava kao temperatura sistema. Dok je temperatura intenzivna mera, ova energija izražava koncept kao ekstenzivno svojstvo sistema, koje se često naziva toplotnom energijom. Svojstvo skaliranja između temperature i toplotne energije je promena entropije sistema.
Statistička mehanika smatra da je svaki sistem statistički raspoređen na ansambl od {\displaystyle N} mikrostanja. U sistemu koji je u termodinamičkoj kontaktnoj ravnoteži sa rezervoarom toplote, svako mikrostanje ima energiju {\displaystyle E_{i}} i povezano je sa verovatnoćom {\displaystyle p_{i}}. Unutrašnja energija je srednja vrednost ukupne energije sistema, tj. zbir svih energija mikrostanja, svako ponderisano svojom verovatnoćom pojave:
{\displaystyle U=\sum _{i=1}^{N}p_{i}\,E_{i}\ .}
Ovo je statistički izraz zakona održanja energije.

### Promene unutrašnje energije
Termodinamika se uglavnom bavi promenama unutrašnje energije {\displaystyle \Delta U}.
Za zatvoreni sistem, sa isključenim prenosom materije, promene unutrašnje energije su posledica prenosa toplote {\displaystyle Q} i zbog termodinamičkog rada {\displaystyle W} koji vrši sistema na njegovoj okolini. Shodno tome, unutrašnja promena energije {\displaystyle \Delta U} za proces može biti napisana
{\displaystyle \Delta U=Q-W\qquad {\text{(zatvoren sistem, nema prenosa materije)}}.}
Kada zatvoreni sistem primi energiju kao toplotu, ova energija povećava unutrašnju energiju. Ona se raspoređuje između mikroskopske kinetičke i mikroskopske potencijalne energije. Uopšteno govoreći, termodinamika ne prati ovu distribuciju. U idealnom gasu, sva dodatna energija rezultira povećanjem temperature, pošto se čuva isključivo kao mikroskopska kinetička energija; za takvo grejanje se kaže da je osetno.

## Napomene
1. ↑  This article uses the sign convention of the mechanical work as usually defined in physics, which is different from the convention used in chemistry. In chemistry, work performed by the system against the environment, e.g., a system expansion, is negative, while in physics this is taken to be positive.

## Literatura
- Adkins, C.J. (1968/1975). Equilibrium Thermodynamics, second edition, McGraw-Hill, London,  0-07-084057-1.
- Bailyn, M (1994). A Survey of Thermodynamics. ISBN 0-88318-797-3., American Institute of Physics Press, New York, .
- Born, M. (1949). Natural Philosophy of Cause and Chance, Oxford University Press, London.
- Callen, H.B. (1960/1985), Thermodynamics and an Introduction to Thermostatistics, (first edition 1960), second edition 1985, John Wiley & Sons, New York,  0-471-86256-8.
- Crawford, F. H. (1963). Heat, Thermodynamics, and Statistical Physics, Rupert Hart-Davis, London, Harcourt, Brace & World, Inc.
- Haase, R. (1971). Survey of Fundamental Laws, chapter 1 of Thermodynamics, pages 1–97 of volume 1, ed. W. Jost, of Physical Chemistry. An Advanced Treatise, ed. H. Eyring, D. Henderson, W. Jost, Academic Press, New York, lcn 73–117081.
- Münster, A. (1970), Classical Thermodynamics, translated by E.S. Halberstadt, Wiley–Interscience, London,  0-471-62430-6.
- Tschoegl, N.W. (2000). Fundamentals of Equilibrium and Steady-State Thermodynamics, Elsevier, Amsterdam,  0-444-50426-5.
- Alberty, R. A. (2001). „Use of Legendre transforms in chemical thermodynamics” (PDF). Pure Appl. Chem. 73 (8): 1349—1380. doi:10.1351/pac200173081349.
- Lewis, Gilbert Newton; Randall, Merle (1961).  Revised by Pitzer; Kenneth S.; Brewer, Leo, ур. Thermodynamics (2nd изд.). New York, NY USA: McGraw-Hill Book Co.  0-07-113809-9.
- Landau, L. D.; Lifshitz, E. M. (1986). Theory of Elasticity (Course of Theoretical Physics Volume 7). (Translated from Russian by  J.B. Sykes and W.H. Reid) (Third изд.). Boston, MA: Butterworth Heinemann.  0-7506-2633-X.